# Anastazy I
Anastazy I (ur. w Rzymie, zm. 19 grudnia 401 tamże) – święty Kościoła katolickiego, 39. papież w okresie od 27 listopada 399 do 19 grudnia 401.

## Życiorys
Był Rzymianinem, synem kapłana Maksymusa. Św. Hieronim chwalił go gorąco za pobożność i stanowczość, z jaką potępił doktrynę Orygenesa. Spór pomiędzy Anastazym a Orygenesem dotyczył dzieła „Pierwsze zasady”.
Troszczył się o rozwój kościoła w Afryce, choć konsekwentnie podtrzymywał walkę z donatyzmem. Utrzymywał bliskie kontakty z biskupami Tesalonik oraz z Paulinem z Noli.
Według Liber Pontificalis wystosował rozporządzenie nakazujące duchownym stać z pochyloną głową podczas czytania Ewangelii. Jego następcą został jego syn, Innocenty I.
W ikonografii przedstawiany jest w stroju pontyfikalnym. Jego atrybutem jest księga z napisem De principiis, tytułem dzieła Orygenesa, które potępił. 
Dzień wspomnienia liturgicznego przypada na 19 grudnia w rocznicę jego śmierci lub 27 kwietnia.